# Morozzo
Morozzo (piemontiul: Moross) település Olaszországban, Piemont régióban, Cuneo megyében. Lakosainak száma 2007 fő (2023. január 1.). Morozzo Castelletto Stura, Margarita, Montanera, Rocca de’ Baldi, Beinette, Cuneo, Mondovì és Sant’Albano Stura községekkel határos.

## Népesség
A település lakossága az elmúlt években az alábbi módon változott:
| Lakosok száma | 2044 | 2044 | 2007 |
|               | 2017 | 2018 | 2023 |